# Allium rumelicum
Allium rumelicum — вид трав'янистих рослин родини амарилісові (Amaryllidaceae), ендемік Туреччини.

## Опис
Цибулина довгаста, діаметром 0.5 × 1.2 см, зовнішні оболонки коричневі, коричневі, внутрішні оболонки темно-багрові, виразно ребристі. Стеблина 5–15 см, циліндрична, гола, прямостійна, вкрита до 0.5–0.75 своєї довжини листками. Листків 3–4, 0.5–1 мм завширшки, довші або завдовжки зі стеблину, голі. Зонтик діаметром 1.5–2 см, 4–12-квітковий. Оцвітина коротко-дзвоноподібна, 5–5.5 мм; сегменти нерівні, рожеві, середня жилка пурпурова, біля основи біляста; зовнішні сегменти довгасті, гладкі, 4–4.5 × 2 мм, верхівка тупа з різким виступом; внутрішні — яйцеподібні, 4.5–5 × 1.5 мм, тупі. Пиляки жовті, яйцеподібні. Зав'язь еліптично-яйцеподібна, завдовжки 4 мм, шириною 1.5–1.8 мм. Коробочка майже куляста, 4–4.2 × 3.7–4 мм, сидяча. 2n = 32.

## Поширення
Поширений у європейській Туреччині.
Населяє скелі, кам'янисті схили, щебінь, 225–230 м; описаний з Йілдізьких гір.